# Peter Blake
Peter Blake (* 25. června 1932 Dartford) je anglický výtvarník. Studoval na Gravesend Technical College a Royal College of Art. V roce 1967 vytvořil obal alba Sgt. Pepper's Lonely Hearts Club Band kapely The Beatles. Později pracoval na obalech alb Face Dances a Who (The Who), Stanley Road (Paul Weller), I Still Do (Eric Clapton), New Boots and Panties!! (Ian Dury) a dalších. V roce 1983 se stal komandérem Řádu britského impéria. V letech 1963 až 1979 byla jeho manželkou americká výtvarnice Jann Haworth, se kterou měl dvě dcery. V roce 1987 se oženil s Chrissy Wilson, s níž má jednu dceru.